# Oligomyrmex sauteri
Oligomyrmex sauteri är en myrart som beskrevs av Auguste-Henri Forel 1912. Oligomyrmex sauteri ingår i släktet Oligomyrmex och familjen myror. Inga underarter finns listade i Catalogue of Life.